# Ілоканська мова
Ілоканська мова (ілокано, ілоко) — одна з філіппінських мов, мова ілоків. Є основною мовою міжетнічного спілкування для народів, що живуть в північній частині Лусону і третьою за кількістю носіїв серед мов Філіппін.
Всього на Філіппінах нею розмовляє як рідною близько 7,7 млн осіб, як другою — 2,3 млн. осіб (оцінка, початок 21 ст.). По-ілоканськи говорить також частина (75,6 тис. осіб; перепис, 2000) філіппінських іммігрантів в США.

## Питання класифікації
Ілоканська мова є однією з філіппінських мов, входить в їх північнолусонську гілку.
Точніша класифікація до кінця не ясна: традиційно вважається, що вона утворює там окрему групу, проте за даними лексикостатистики вона опиняється в центрально-кордильєрській підгрупі південно-центрально-кордильєрської групи.

## Лінгвогеографія

### Ареал і чисельність
Поширена на Філіппінах — на північному заході острова Лусон (провінції Північний і Південний Ілокос, Абра, Ла Уніон; загальна назва — Ілокандія), а також у багатьох інших районах острова (в суміжних провінціях Кагаян, Гірська Ісабела, Нуева-віскі, Кірін, Самбалес, Панґасінан, Тарлак, Нуева-Есіха, в Манілі) і на деяких інших островах (Міндоро, Мінданао та ін.)

### Соціолінгвістичні відомості
Ілоканською ведеться викладання в школі, теле- і радіомовлення, розвивається багатожанрова художня література.

### Діалекти
Виділяються 2 діалектні зони: північна (провінції Північний Ілокос і Абра) і південна (Південний Ілокос і Ла-Уніон).

## Писемність
До кінця XIX століття використовувався ілоканський варіант філіппінського складового письма (байбайїн, випливає із брахмі, див. Індійське письмо).
Особливість цього варіанту — використання особливого знаку (у формі хреста) для позначення відсутності голосного після кінцевого приголосного (аналогічний знаку вірама в деванагарі). Найдавніша написана на ній пам'ятка — «Doctrina Cristiana» (1621).
З середини XVIII століття для письма використовується алфавіт на латинській графічній основі.
Сучасний ілоканський алфавіт:
A a, B b, C c, D d, E e, F f, G g, H h, I i, J j, K k, L l, M m, N n, ñ, Ng ng, O o, P p, Q q, R r, S s, T t, U u, V v, W w, X x, Y y, Z z

## Лінгвістична характеристика

### Фонетика і фонологія
Вокалізм представлений п'ятьма голосними (на півночі — шістьма, так як включає ще і /ɯ/), причому фонеми /o/ і /u/ в споконвічних словах є Алофонами. У консонантизмі 21 приголосна, в тому числі 2 типу фонеми /r/ (як в іспанській) і альвео-палатальний ряд.

### Морфологія
Розвинена система демонстратів (службових слів зі значенням просторової, часової і дейктичної орієнтації).
У дієслівній словозміні крім афіксів широко використовується редуплікація.

### Синтаксис
Використовується особлива, т. зв. «Філіппінська» стратегія кодування дієслівних актантів, при якій роль семантичної теми висловлювання визначається афіксом в дієслові.

### Словники
- Ilocano English English Ilocano Dictionary. Hippocrene, 1998.
- Carro A. Iloko-English dictionary, transl. and rev. by M. Vanoverbergh. [Manila, 1956]
- Constantino E. Ilokano dictionary. Honolulu, 1971